# تلیله کوچک
تلیلهٔ کوچک (نام علمی: Calidris minuta) پرندهٔ آبچر کوچکی از خانوادهٔ آبچلیکیان است که در مناطق سردسیری از اروپا و آسیا که به شمالگان نزدیک است زندگی می‌کند. این پرنده مهاجر است و زمستان‌ها را پس از پیمودن فواصل طولانی در آفریقا یا جنوب آسیا می‌گذراند. تلیلهٔ کوچک همچنین به‌صورت پرندهٔ عبوری در آمریکای شمالی و استرالیا نیز مشاهده شده است.
تلیلهٔ کوچک یکی از پرندگانی است که زیر پوشش توافقنامهٔ حفاظت از پرندگان آبزی مهاجر آفریقایی-اوراسیایی قرار دارند.

## مشخصات
تلیلهٔ کوچک دارای جثه‌ای کوچک، منقار و پاهایی تیره و حرکاتی سریعتر است که آن را از دیگر تلیله‌ها متمایز می‌سازد. پرندهٔ بالغ به هنگام جفتگیری دارای پرهایی به رنگ نارنجی کم‌رنگ در ناحیهٔ سینه، گلویی سفیدرنگ و علامت V شکل سفیدرنگی در پشت می‌شود. پرندگان جوان دارای نوارهای کم‌رنگی در ناحیهٔ تاج سرشان بوده و سینه‌ای صورتی‌رنگ دارند. به دلیل نوع رنگ‌بندی پرها در زمستان تشخیص پرنده دشوار است.
این پرنده از بی‌مهرگان کوچکی تغذیه می‌کند که در لابلای گل و لای یافت می‌شوند و آنها را با منقارش شکار می‌کند.
جمعیت این پرنده وابسته به جمعیت موش‌های قطبی است چرا که در سال‌هایی که تعداد موش‌های قطبی کاهش می‌یابد پرندگان بزرگتری همچون جغد برفی به شکار تلیله‌های کوچک دست می‌زنند.

## نگارخانه

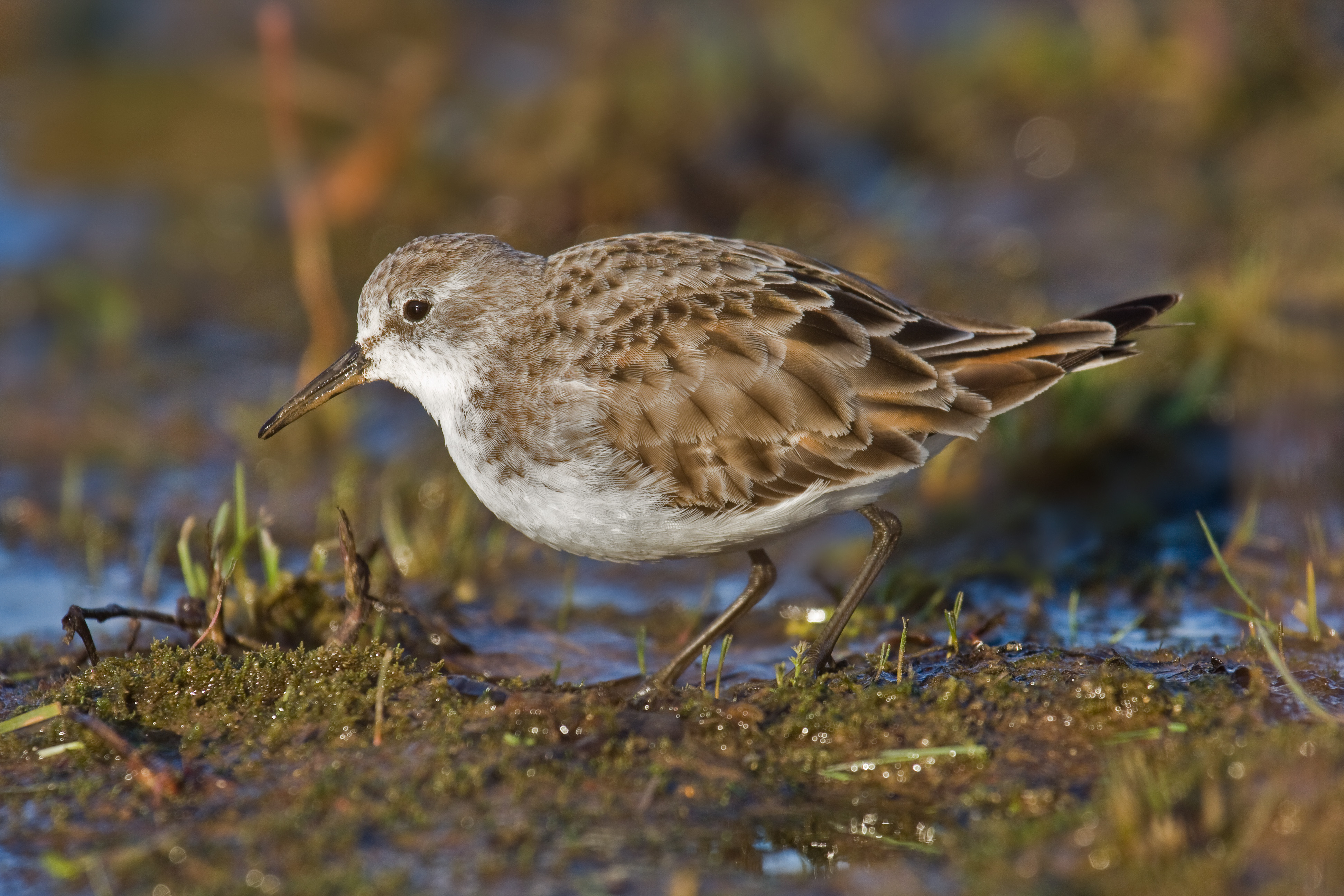
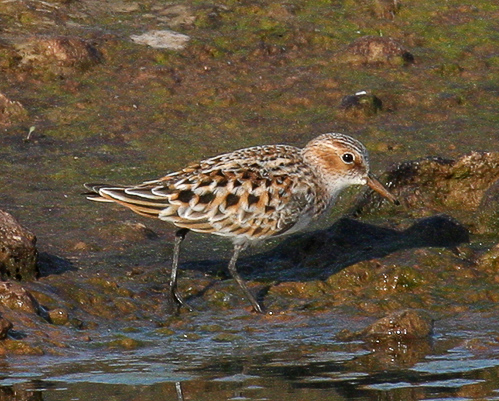
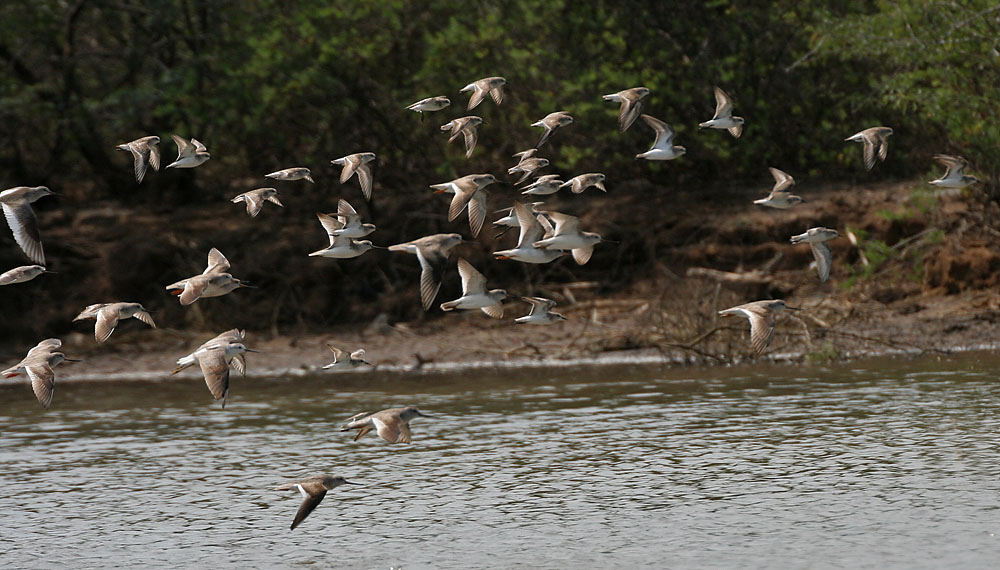
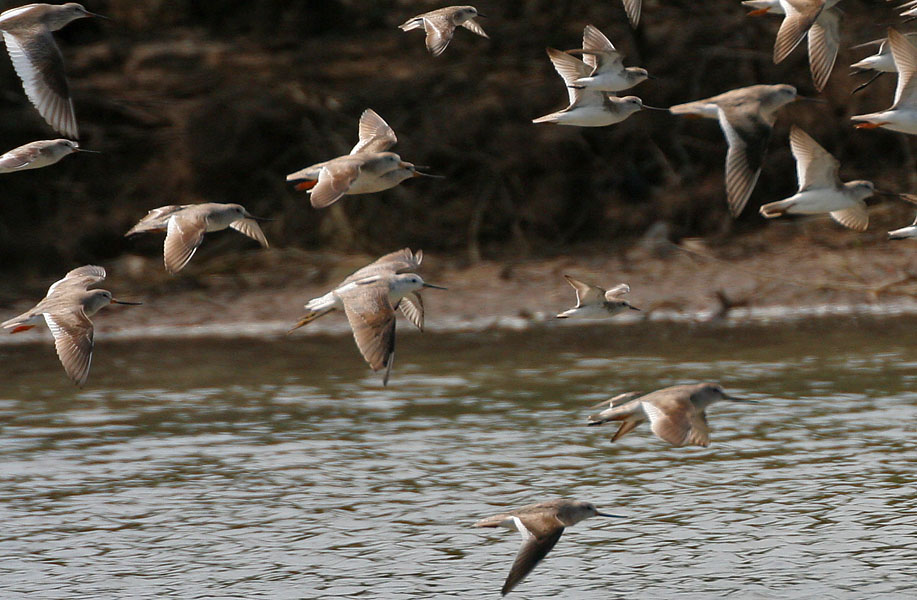
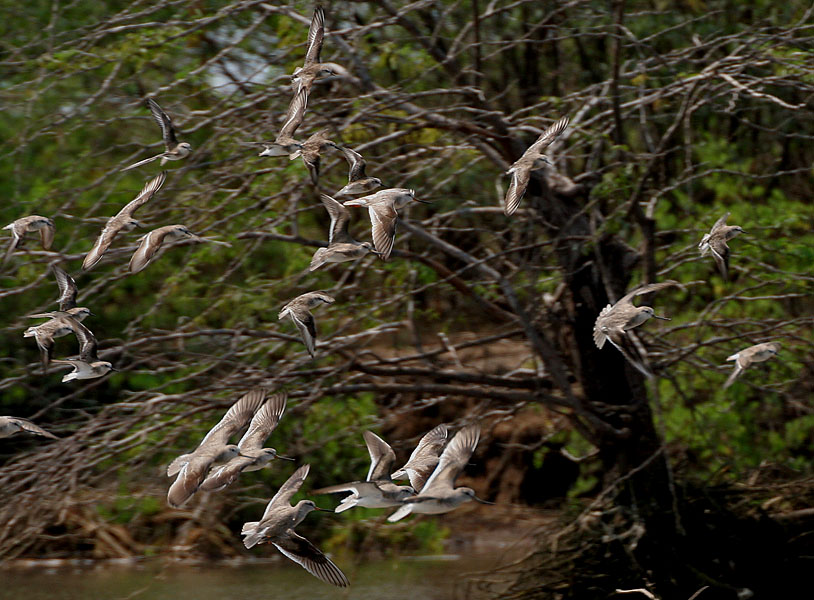
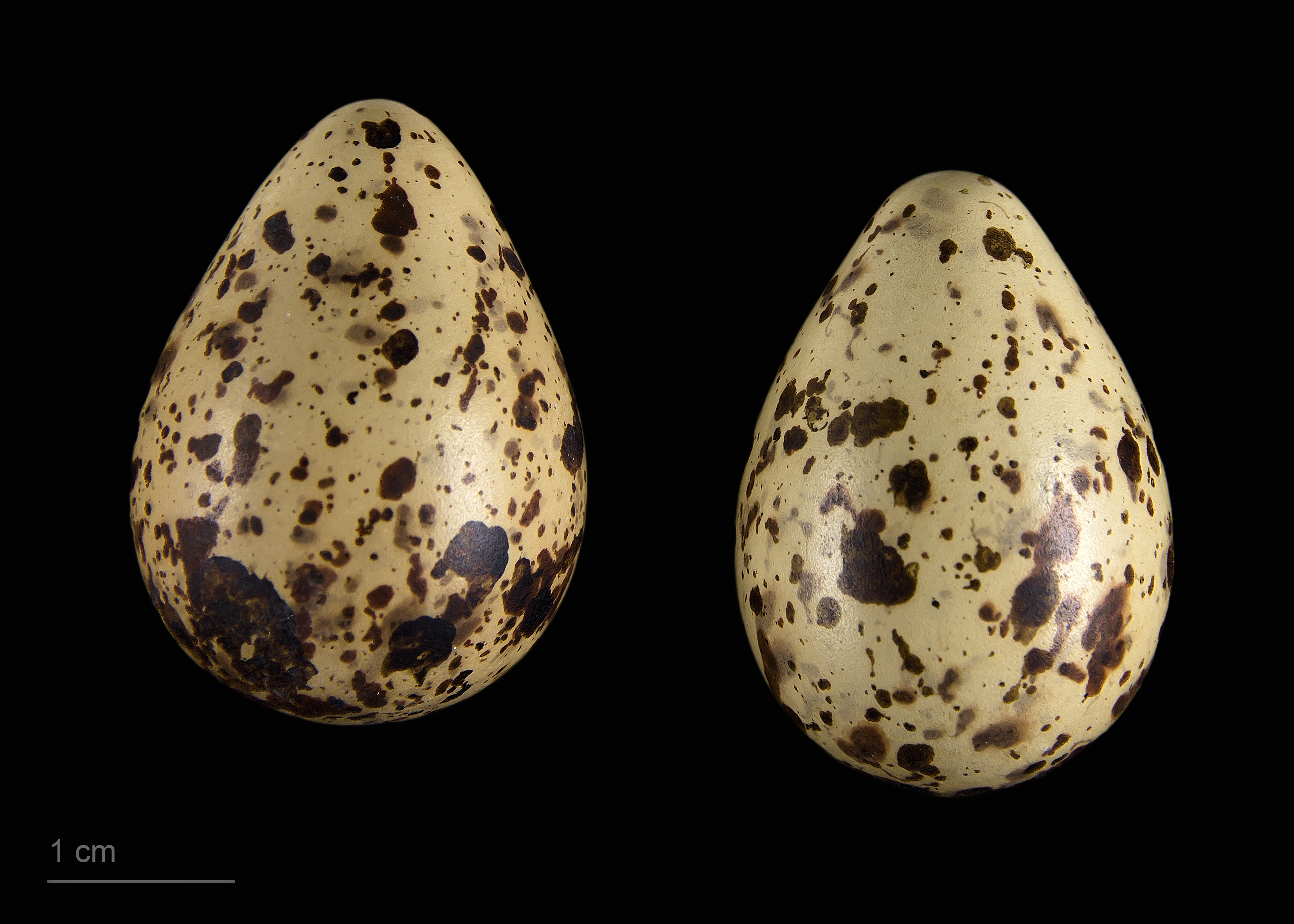
Museum specimen